# Sztandar krwi

Adolf Hitler dokonuje przeglądu jednostek SA podczas zjazdu NSDAP w Norymberdze. Tuż za nim stoi członek SS, Jakob Grimminger ze Sztandarem krwi (1935)

Sztandar krwi (niem. Blutfahne) – nazistowski sztandar (czerwone tło, białe koło, a w nim swastyka obrócona o 45 stopni), który był niesiony podczas nieudanego puczu monachijskiego 9 listopada 1923. Sztandar należał do jednej z grup SA, a podczas puczu został splamiony krwią jego uczestników, kiedy policja monachijska zaczęła strzelać do demonstrantów. Jednak większość krwi na sztandarze pochodziła od Andreasa Bauriedla, zastrzelonego członka partii, który upadł na niego. Po dojściu Adolfa Hitlera do władzy sztandar stał się jednym z najbardziej szanowanych przedmiotów w Narodowosocjalistycznej Niemieckiej Partii Robotników.

## Historia

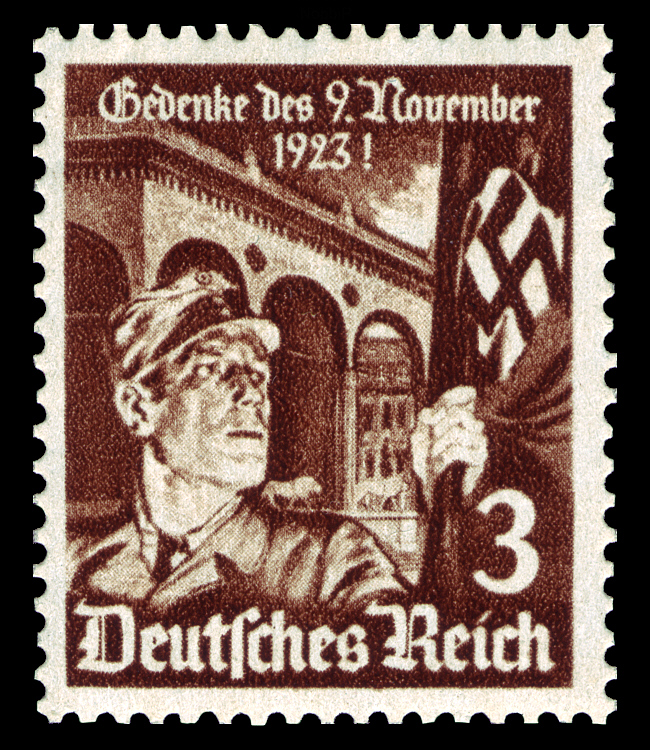
Niemiecki propagandowy znaczek pocztowy z 1935, upamiętniający pucz monachijski i Sztandar krwi

Powstały dwie wersje tego, co stało się ze sztandarem po puczu monachijskim. Według jednej Heinrich Trambauer zabrał go do domu swojego przyjaciela, gdzie zdjął go z laski, do której był przymocowany i odszedł chowając go pod kurtką. Później przekazał sztandar Karlowi Eggersowi, który umieścił go w sejfie. Druga wersja mówi, że sztandar został skonfiskowany przez władze Monachium i później zwrócony nazistom, a Eggers był jego odbiorcą.
Bez względu na to, która wersja była prawdziwa, Eggers przekazał go później Hitlerowi, gdy ten po dziewięciu miesiącach wyszedł z więzienia Landsberg, do którego trafił za udział w puczu. Wówczas sztandar umieszczono na nowej lasce i dodano zwieńczenie, pod którym srebrnymi literami napisano imiona trzech poległych uczestników przewrotu.
Od tego czasu sztandar stał się obiektem ceremonialnym w partii nazistowskiej i podczas ważnych uroczystości był wnoszony z najwyższymi honorami. Zaszczyt jego noszenia otrzymał Jakob Grimminger, członek SS i wierny zausznik Hitlera, który niósł go także w czasie puczu monachijskiego. Podczas corocznych zjazdów NSDAP w Norymberdze Hitler używał sztandaru do „poświęcania” nowych sztandarów, dotykając nim ich.
Kiedy nie był używany, przechowywano go w „Brunatnym Domu” – głównej siedzibie nazistowskiej partii w Monachium. Zawsze z honorową wartą SS. Sztandar miał małe rozdarcie, którego nie usuwano, gdyż wierzono, że powstało podczas puczu.
Sztandar po raz ostatni pokazano publicznie 18 października 1944 na uroczystości powołania Volkssturmu. Ceremonię prowadził Heinrich Himmler, a obecni byli na niej: Wilhelm Keitel, Heinz Guderian, Hans Lammers, Martin Bormann, Karl Fiehler, Wilhelm Schepmann i Erwin Kraus. Po tym wydarzeniu sztandar zniknął z historii. Nie wiadomo, gdzie się aktualnie znajduje ani nawet, czy jeszcze istnieje. Możliwe jednak, że został zniszczony, gdy Amerykanie zbombardowali Monachium pod koniec II wojny światowej.